# McGregor (Florida)
McGregor es un lugar designado por el censo ubicado en el condado de Lee en el estado estadounidense de Florida. En el Censo de 2010 tenía una población de 7.406 habitantes y una densidad poblacional de 702,57 personas por km².

## Geografía
McGregor se encuentra ubicado en las coordenadas 26°33′42″N 81°54′47″O / 26.56167, -81.91306. Según la Oficina del Censo de los Estados Unidos, McGregor tiene una superficie total de 10.54 km², de la cual 6.13 km² corresponden a tierra firme y (41.87%) 4.41 km² es agua.

## Demografía
Según el censo de 2010, había 7.406 personas residiendo en McGregor. La densidad de población era de 702,57 hab./km². De los 7.406 habitantes, McGregor estaba compuesto por el 94.71% blancos, el 1.42% eran afroamericanos, el 0.14% eran amerindios, el 1.65% eran asiáticos, el 0.04% eran isleños del Pacífico, el 1.01% eran de otras razas y el 1.04% pertenecían a dos o más razas. Del total de la población el 5.68% eran hispanos o latinos de cualquier raza.